# 恰帕斯州
恰帕斯州（西班牙語：Chiapas），正式名称为恰帕斯自由和主权州（Estado Libre y Soberano de Chiapas），是墨西哥的一個州，位於該國東南部。東臨瓜地馬拉，南臨太平洋。
整體屬熱帶濕潤氣候。北部靠近塔巴斯科州的地區年均雨量高達3,000毫米。該區的原始植被為低地常綠雨林，但絕大部分已為農牧業所毀。往太平洋的方向雨量逐漸減少，但在塔帕丘拉附近仍然可能種植香蕉及其他熱帶作物。另一方面，在中部呈平行形態的山區，氣候溫和而多霧，因而形成了雲林，如胜利生物圈保护区（西班牙語：Reserva de la Biosfera el Triunfo）。棲息了鳳尾綠咬鵑（格查爾鳥）、角官鳥和蓝腰唐纳雀的。
該州的人口多數是鄉村的貧農。三分之一至少具明顯的瑪雅血統，而西班牙語在郊區並不流行。當地有40%人口營養不良，是全國最高。
其他社會問題包括稱為Maras、來自中美洲的幫會組織，和同樣來自中美洲，而目的地為美國的非法移民，但他們也令當地的貧窮問題更加惡化。他們經常受到墨西哥當局的虐待。
自1994年起，該州的萨帕塔民族解放运动發動了持續至今的武裝起義。目前的局勢是平靜又緊張的，尤其是在32個由运动控制的城鎮。
境內有許多馬雅文明遺址，如帕伦克、波南帕克、托尼那、Chinkultic和亚斯奇兰。

## 名称
州名“恰帕斯”（西班牙語：Chiapas），据信它来自古城恰潘，在纳瓦特尔语中由 Chia（奇亚鼠尾草） + -apan（地方名称）组成，意为“奇亚鼠尾草生长的地方”。